# Oaphantes
Genre
Oaphantes est un genre d'araignées aranéomorphes de la famille des Linyphiidae.

## Distribution
Les espèces de ce genre se rencontrent aux États-Unis et au Canada.

## Liste des espèces
Selon World Spider Catalog (version 21.5, 04/08/2020) :
- Oaphantes cryophilus Paquin, Dupérré, Buckle & Ubick, 2020
- Oaphantes pallidulus (Banks, 1904)
- Oaphantes prometheus Paquin, Dupérré, Buckle & Ubick, 2020

## Publication originale
- Chamberlin & Ivie, 1943 : New genera and species of North American linyphiid spiders. Bulletin of the University of Utah, vol. 33, no 10, p. 1-39.